# 久喜市立久喜中学校

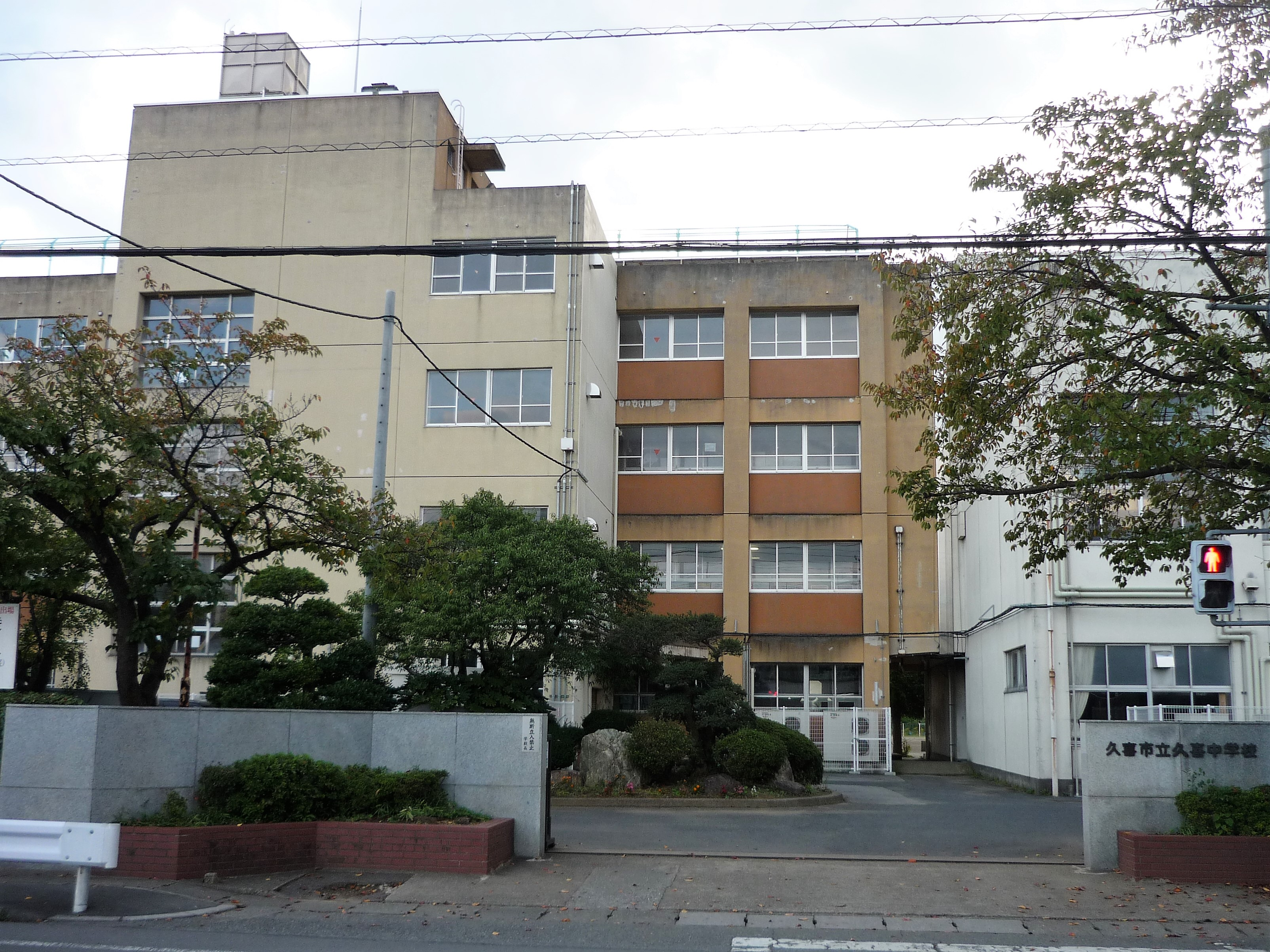
久喜市立久喜中学校

久喜市立久喜中学校（くきしりつ くきちゅうがっこう）は、埼玉県久喜市にある公立中学校。

## 学校教育目標
- 立志
- 真心
- 強健

「志に生きる」

## 学区
- 久喜市立久喜小学校、久喜市立本町小学校、久喜市立久喜北小学校の通学区

## 行事
- 4月 - 入学式・始業式　新入生歓迎会　離任式　保護者会　身体測定　大掃除
- 5月 - 体育祭　PTA総会
- 6月 - 修学旅行（三学年）　学校保健委員会　生徒総会　中間テスト　開校記念日　学習支援日　部活動保護者会
- 7月 - 大掃除　学校総合体育大会　保護者会
- 9月 - 避難訓練　期末テスト
- 10月 - 終業式　2学期開始　新人体育大会　生徒会役員選挙
- 11月 - ポプラ祭　合唱コンクール
- 12月 - 大掃除　人権週間
- 1月 - 書き始め展　三
- 2月 - スキー教室（一学年）　学校保健委員会
- 3月 - 卒業式　修了式　三送会　大掃除　期末テスト

## 歴史
- 1947年（昭和22年）4月1日 - 久喜町立久喜中学校設立。同年、太田村立太田中学校開校。
- 1947年（昭和22年）4月9日 - 開校。
- 1948年（昭和23年）3月3日 - 2代目校舎落成。
- 1950年（昭和25年）1月1日 - 校歌を制定。
- 1950年（昭和25年）12月7日 - 3代目校舎（二階建て）起工。
- 1951年（昭和26年）10月26日 - 3代目校舎落成。
- 1956年（昭和31年）1月10日 - 久喜町立太田中学校と統合のため増築。二階建て校舎着工。
- 1956年（昭和31年）6月15日 - 二階建て校舎落成。太田中学校と統合。久喜中の開校記念日になる。
- 1964年（昭和39年）11月28日 - 体育館が落成。
- 1969年（昭和44年）9月1日 - トレーニング施設が完成。
- 1971年（昭和46年）6月30日 - プールが完成。
- 1971年（昭和46年）8月5日 - 第2グラウンドを設置。
- 1972年（昭和47年） - 久喜市立久喜中学校になる。
- 1976年（昭和51年）- 本校を久喜市立久喜東中学校と分離。
- 1982年（昭和57年）- 4代目本館校舎増改築落成。（鉄筋4階建て）
- 1988年（昭和63年）3月 - 木造校舎改築。（4階建てに）
- 1989年（平成元年）8月17日 - 第2グラウンドを返還。新たに下早見に設置。
- 2000年（平成12年） - 2代目体育館落成。

## 部活動

### 運動部
- 野球部
- サッカー部
- バレーボール部
- 卓球部
- バスケットボール部
- ソフトボール部
- 陸上競技部
- 男子ソフトテニス部
- 女子ソフトテニス部
- バドミントン部
- 剣道部

### 文化部
- 吹奏楽部
- 美術部
- 合唱部
- 演劇部
- ICT部

## 著名な卒業生
- 柚木秀夫（元プロ野球選手・南海ホークス、読売ジャイアンツ）
- 西谷尚徳（東北楽天ゴールデンイーグルス　内野手）